# 河内のオッサンの唄
『河内のオッサンの唄』（かわちのオッサンのうた）は、ミス花子の楽曲および、同曲を主題歌とする映画シリーズ。

## 解説
『河内のオッサンの唄』（かわちのオッサンのうた）は、ミス花子の楽曲。シングルは1976年8月1日に日本コロムビアより発売された。ミス花子のオリジナルアルバム『ニッポンのオッサンの唄大全集』のほか、コミックソングや時代別のヒット曲を収めたコンピレーション・アルバムに多く収録されている。
ディスコ・ファンク風のバンドサウンドによる伴奏を持ち、題名を連呼する部分およびサビ以外はトーキング・ブルースのような河内弁の語りとなっている。ギターは、エディ藩が演奏している。
歌詞に登場する河内弁を話す人物は、家族や友人には親切な好人物なのだが、ミス花子はあえて荒れた声質で歌う（語る）ことで、「下品さ」を強調している。比較対照として東京方言も歌詞に取り入れている。
当初、テイチクからの発売が決まっていたが、上層部から「品が無い」と断られたため、日本コロムビアから発売された。累計で80万枚を売り上げている。

## 収録曲
全作詞・作曲・歌：ミス花子
A面
1. 河内のオッサンの唄 - (3:10)

B面
1. サラリーマンぶるうす - (3:19)

### カバー
- 嘉門達夫 - アルバム『元気が出るCD!!』（2005年）で「河内のオッサンの唄」をカバーしている。

## 映画
1976年の秋から年末にかけ、東映配給の映画シリーズとして『河内のオッサンの唄』および『河内のオッサンの唄 よう来たのワレ』のシリーズ2作が製作・公開された。第1作は川谷拓三の初主演作品。

### 河内のオッサンの唄 (映画第1作)
『河内のオッサンの唄』（かわちのオッサンのうた）は、1976年11月17日に公開された日本映画。封切り時の同時上映作品は『新・女囚さそり 701号』。

#### キャスト（第1作）
- 徳田松太郎：川谷拓三
- 唐山長治：岩城滉一
- 倉本花子：夏純子（松竹）
- 林田かほる：奈美悦子
- 杉田梅子：清水美恵（新人）
- 八百千枝子：花柳幻舟
- 剛田雄造：田中浩

- 八百仙吉：榎木兵衛
- 矢頭：ミスター珍
- 飯田（山村組組員）：佐藤晟也
- 赤塚（剛田組組員）：日尾孝司
- 闘鶏の審判員：志賀勝
- バイヤー：藤山浩二
- 酔っ払い：成瀬正
- 警官：野口貴史
- 松原の住民B：山田光一
- 成田（山村組組員）：亀山達也
- 警察隊指揮官：岩尾正隆
- 鈴木（剛田組組員）：青木卓
- 闘鶏の客A：伊達弘
- 杉田フサ：原恵子
- 小甲登枝恵
- 松原の住民A：駒井まゆみ
- 八百純子：浅川かがり
- ミヤコミユキ
- 看護婦：寺田涼子
- 八百原寿子
- 伊藤慶子
- 山村組組員：山浦栄
- 剛田組組員：畑中猛重
- 松原の住民C：佐川二郎
- 剛田組組員：幸英二
- 松原の住民D：宮地謙吾
- ボーイ：横山繁
- 剛田組組員：城春樹
- 闘鶏の客B：沢田浩二
- 青年A：貝ノ瀬一夫
- 大谷元秀
- 八百始：斎藤喜一
- 近藤秀樹
- 角所勉
- 永沢日和
- 牧野みどり
- 杉本隆
- 青年B：大蔵晶
- 青年C：町田政則
- 河内音頭取り：三音家五郎、三音家一郎、三音家浅駒、三音家浅美、三音家浅司、三音家正治
- ディスコの歌手：フラワーキッス
- ディスコのバンド：スマイラー
  - 以下ノンクレジット
- たい焼き屋：清水照夫
- 闘鶏の客C：高月忠
- 酔っ払い：泉福之助
- 松原の住民E：美原亮三

- 杉田松市：西山嘉孝
- 山岡信夫：ミス花子
- 伏見竜一（剛田組組員）：今井健二
- 宣伝屋：ガッツ石松（友情出演）
- 医師：川地民夫（友情出演）
- 堺忠三郎：室田日出男
- 平尾昌晃：本人（特別出演）[4]
- 林田かね：ミヤコ蝶々

#### スタッフ（第1作）
- 監督：齋藤武市
- 脚本：関本郁夫、高田純
- 企画：坂上順
- 撮影：中島芳男
- 録音：小松忠之
- 照明：萩原猶義
- 美術：藤田博
- 編集：田中修
- 助監督：馬場昭格
- 記録：高津省子
- 擬斗：日尾孝司
- スチール：藤井善男
- 進行主任：志村一治
- 装置：井保国夫
- 装飾：高井義典
- 美粧：入江荘二
- 美容：石川靖江
- 衣裳：福崎精吾
- 演技事務：山田光男
- 現像：東映化学
- 音楽：鏑木創
  - 主題歌：ミス花子『河内のオッサンの唄』（コロムビアレコード）
  - 河内音頭作詞：もず唱平
  - 河内音頭指導：三音家浅丸
- 宣伝担当：山本八州男（クレジットなし）
- 協力：河内音頭三音家社中（クレジットなし）

#### ビデオ（第1作）
| 発売日        | 規格 | 規格品番  | レーベル   |
| ------------- | ---- | --------- | ---------- |
|               | VHS  |           |            |
| 2013年3月21日 | DVD  | DSTD03623 | 東映ビデオ |

### 河内のオッサンの唄 よう来たのワレ
『河内のオッサンの唄 よう来たのワレ』（かわちのオッサンのうた ようきたのワレ）は、1976年12月25日に公開された日本映画。封切り時の同時上映作品は『トラック野郎・天下御免』。
前作公開日の38日後という驚異的な短期間で公開されている。併映作品と合わせた配給収入は翌年までに12億8200万円に達し、1977年の邦画収入ランキングで7位となった（1977年の映画#日本配給収入ランキング参照）。また、主演の川谷は本作を含む各作での演技が評価され、第1回日本アカデミー賞の優秀助演男優賞にノミネートされた（最優秀賞は『幸福の黄色いハンカチ』の武田鉄矢）。

#### キャスト（第2作）
- 徳田松太郎：川谷拓三
- 徳田花子：夏純子

- 八百千枝子：花柳幻舟
- 八百仙吉：榎兵衛
- 八百始：斎藤喜一
- 八百純子：浅川かがり
- 杉田フサ：原恵子
- 杉田梅子：清水美恵
- 誠一道：ミス花子
- 誠和子：駒井まゆみ
- 堺サダ：田中筆子
- ルミ：あき竹城
- 酒井：亀山達也
- 丸谷：久地明
- 立花：土山登士幸
- 久保：野口貴史
- 白バイ警官：団巌
- 郵便配達夫：横山繁
- 河内住人A：山田光一
- 河内住人B：佐川二郎
- 河内住人C：大谷元秀
- 河内住人D：貝ノ瀬一夫
- 大東興業組員A：清水照夫
- 大東興業組員B：畑中猛重

- 権藤勇：志賀勝
- 横浜大東組組長：内田朝雄
- 難波基造：福山象三
- 鬼頭弁護士：成瀬正
- 大東参士郎：中谷一郎
- 唐山長次：岩城滉一
- 山川陽子：伊佐山ひろ子
- 堺忠三郎：室田日出男
- 昇り龍銀子：篠ヒロコ
- 鍋山慎一郎：田中邦衛

#### スタッフ（第2作）
- 監督：齋藤武市
- 脚本：松本功、高田純、関本郁夫
- 企画：坂上順
- 撮影：中島芳男
- 音楽：鏑木創
- 美術：藤田博
- 録音：長井修堂
- 照明：川崎保之丞
- スチール：遠藤努
- 編集：田中修
- 助監督：福湯通夫
- 進行主任：志村一治
- 宣伝担当：小田和治